# Siliștea Crucii
Siliștea Crucii – wieś w Rumunii, w okręgu Dolj, w gminie Siliștea Crucii. W 2011 roku liczyła 1609 mieszkańców.